# Portovenere
Portovenere er en italiensk by i det østligste Ligurien. Byen har ca. 4.000 indbyggere. Byen blev i 1997 sammen med området Cinque Terre og øerne Palmaria, Tino og Tinetto optaget på UNESCOs verdensarvsliste.
Byen ligger meget smukt på spidsen af en halvø med høje, smalle huse malet i forskellige farver. I udkanten af byen ligger kirken San Pietro fra 1198, som ligger på samme sted som en gammel kirke fra det 5. århundrede, der igen ligger ovenpå resterne af et hedensk tempel.
Fra Portovenere er det muligt at komme med båd til den lille ø, Palmaria, der er adskilt fra Portovenere med et smalt stræde.